# لي جونغ-وون (لاعب كرة قدم)
لي جونغ-وون (هانغل: 이중원) هو لاعب كرة قدم كوري جنوبي في مركز الدفاع، ولد في 27 يوليو 1989 في كوريا الجنوبية. لعب مع دايجون هانا سيتزن.

## وصلات خارجية
- لي جونغ-وون (لاعب كرة قدم) على موقع دوري كوريا الجنوبية (الإنجليزية)
- لي جونغ-وون (لاعب كرة قدم) على موقع قاعدة بيانات كرة القدم.إي يو (الإنجليزية)